# Alda Bandeira
Alda Bandeira Tavares Vaz da Conceição (Santana, Santo Tomé, 22 de septiembre de 1949) es una política de Santo Tomé y Príncipe.
Bandeira fue una de las fundadoras del Partido Convergencia Democrática-Grupo de Reflexión, que ganó las elecciones legislativas en 1991. Fue ministra de Relaciones Exteriores de su país de 1991 hasta 1993. En 1996 disputó las elecciones a la presidencia del país, logrando el tercer lugar con el 15% de los votos. Posteriormente fue presidenta de su partido por varios años. En abril de 2002 fue designada nuevamente como ministra de Relaciones Exteriores, pero renunció ese mismo año. 

## Vida personal
Está casada con el ex primer ministro Norberto Costa Alegre.
| Predecesor: Guilherme Posser da Costa | Ministra de Relaciones Exteriores de Santo Tomé y Príncipe 1991 –1993 | Sucesor: Albertino Bragança |
| Predecesor: Mateus Meira Rita         | Ministra de Relaciones Exteriores de Santo Tomé y Príncipe 2002       | Sucesor: Mateus Meira Rita  |

- Datos: Q4713407